# Anja Siegesmund

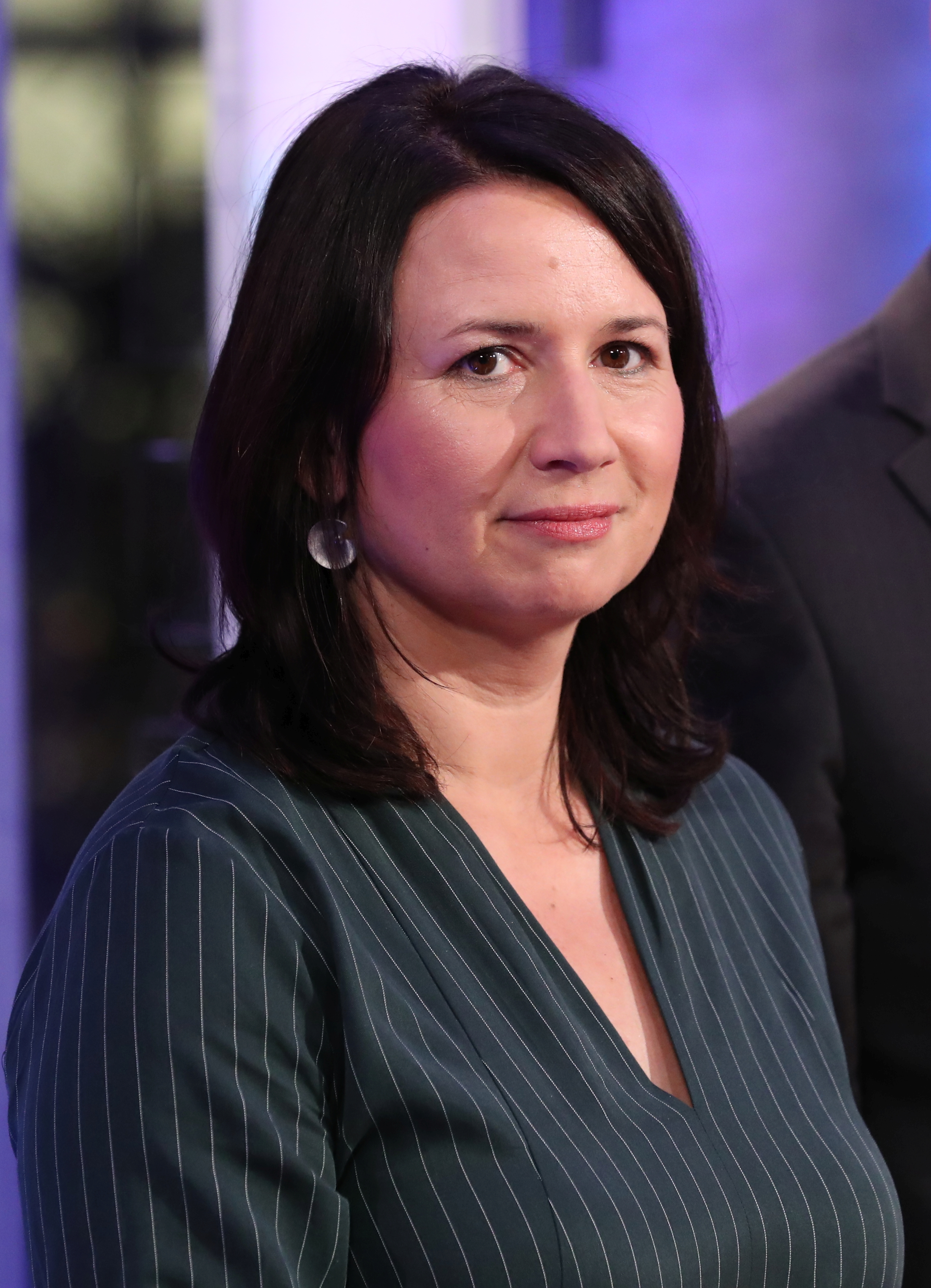
Anja Siegesmund (2019)

Anja Siegesmund, geb. Kaschta (* 16. Januar 1977 in Gera), ist eine deutsche ehemalige Politikerin (Bündnis 90/Die Grünen) und heutige Lobbyistin. Sie ist seit Juni 2024 geschäftsführende Präsidentin des Bundesverband der Deutschen Entsorgungs-, Wasser- und Kreislaufwirtschaft mit Sitz in Berlin und Brüssel. Zuvor war Siegesmund landespolitisch in Thüringen für Bündnis 90/Die Grünen aktiv. Von 2009 bis 2014 war sie Fraktionsvorsitzende der Grünen Landtagsfraktion. Von 2014 bis 2023 war Siegesmund Thüringer Ministerin für Umwelt, Energie und Naturschutz, Mitglied im Bundesrat sowie stellvertretende Ministerpräsidentin im Kabinett von Bodo Ramelow.
Siegesmund ist seit Oktober 2021 Mitglied des Präsidiumsvorstands der Laienbewegung evangelischer Christen Deutscher Evangelischer Kirchentag sowie Aufsichtsrätin. Seit Oktober 2023 ist sie Präsidentin des Evangelischen Kirchentags 2025 in Hannover.

## Leben

### Ausbildung und Beruf
Siegesmund studierte von 1995 bis 2002 Politikwissenschaft, Germanistik und Psychologie an der Friedrich-Schiller-Universität Jena und schloss ihr Studium als Magistra Artium ab. 1998/99 studierte sie als Stipendiatin des DAAD (Deutscher Akademischer Austauschdienst) an der Louisiana State University in Baton Rouge, USA.

### Politischer Weg
Seit 2002 engagiert sich Siegesmund für Bündnis 90/Die Grünen. Von 2003 bis 2011 war sie Kreissprecherin der Partei in Jena. Von 2003 bis zu ihrem Einzug in den Thüringer Landtag 2009 leitete sie als wissenschaftliche Referentin das Wahlkreisbüro der Bundestagsabgeordneten Katrin Göring-Eckardt in Erfurt.
Als den Thüringer Grünen bei der Landtagswahl 2009 nach 15 Jahren der Wiedereinzug in den Thüringer Landtag gelang, wurde sie zur Vorsitzenden der bündnisgrünen Landtagsfraktion gewählt.
Im Jahr 2013 wurde Siegesmund zur Spitzenkandidatin für die Landtagswahl 2014 gewählt und bildete mit Dirk Adams das Spitzenduo der Thüringer Bündnisgrünen. Nach der Wahl, bei der den Grünen der erfolgreiche Wiedereinzug in den Thüringer Landtag gelungen war, wurde sie zunächst als Fraktionsvorsitzende bestätigt. Mit der Bildung der bundesweit ersten rot-rot-grünen Koalition wurde sie am 5. Dezember 2014 zur Thüringer Ministerin für Umwelt, Energie und Naturschutz ernannt. Sie führte das neu zugeschnittene Thüringer Ministerium für Umwelt, Energie und Naturschutz zunächst mit Staatssekretär Olaf Möller. Im Sinne einer Trennung von Amt und Mandat legte sie zum 15. Oktober 2015 ihr Landtagsmandat nieder. Bei der Landtagswahl in Thüringen am 27. Oktober 2019, die sie gemeinsam mit Dirk Adams als Spitzenkandidaten-Team der Grünen anführte wurde sie über Listenplatz 1 erneut als Abgeordnete in den Landtag gewählt. Nach der konstituierenden Sitzung des Thüringer Landtags am 26. November 2019 war sie geschäftsführend als Ministerin für Umwelt, Energie und Naturschutz im Amt. Mit der Wahl Thomas Kemmerichs zum Thüringer Ministerpräsidenten am 5. Februar 2020 schied sie aus dem Amt aus, in das sie nach der Wiederwahl Bodo Ramelows am 4. März 2020 erneut eingesetzt wurde. Am 17. März 2020 legte sie im Sinne der parteiintern erforderlichen Trennung von Amt und Mandat ihr Landtagsmandat nieder.
Siegesmund war Mitglied des Bundesrates und dort Mitglied des Ausschusses für Umwelt, Naturschutz und Reaktorsicherheit und des Wirtschaftsausschusses.
Am 23. Dezember 2022, unmittelbar nach der schwierigen Mehrheitsfindung für die Verabschiedung des Landeshaushaltes 2023, gab Siegesmund bekannt, ihre politischen Ämter zum 31. Januar 2023 niederzulegen. Im Ministeramt folgte ihr Bernhard Stengele nach.

### Wirtschaft
Am 1. Juni 2024 übernahm Anja Siegesmund als hauptgeschäftsführende Präsidentin das Amt im BDE. Seitdem wird sie als „Stimme der Recyclingwirtschaft“ (Tagesspiegel, s. u.) und „Visionärin der Kreislaufwirtschaft“ wahrgenommen.

## Politische Schwerpunkte 2002–2022

### Umwelt- und Naturschutz

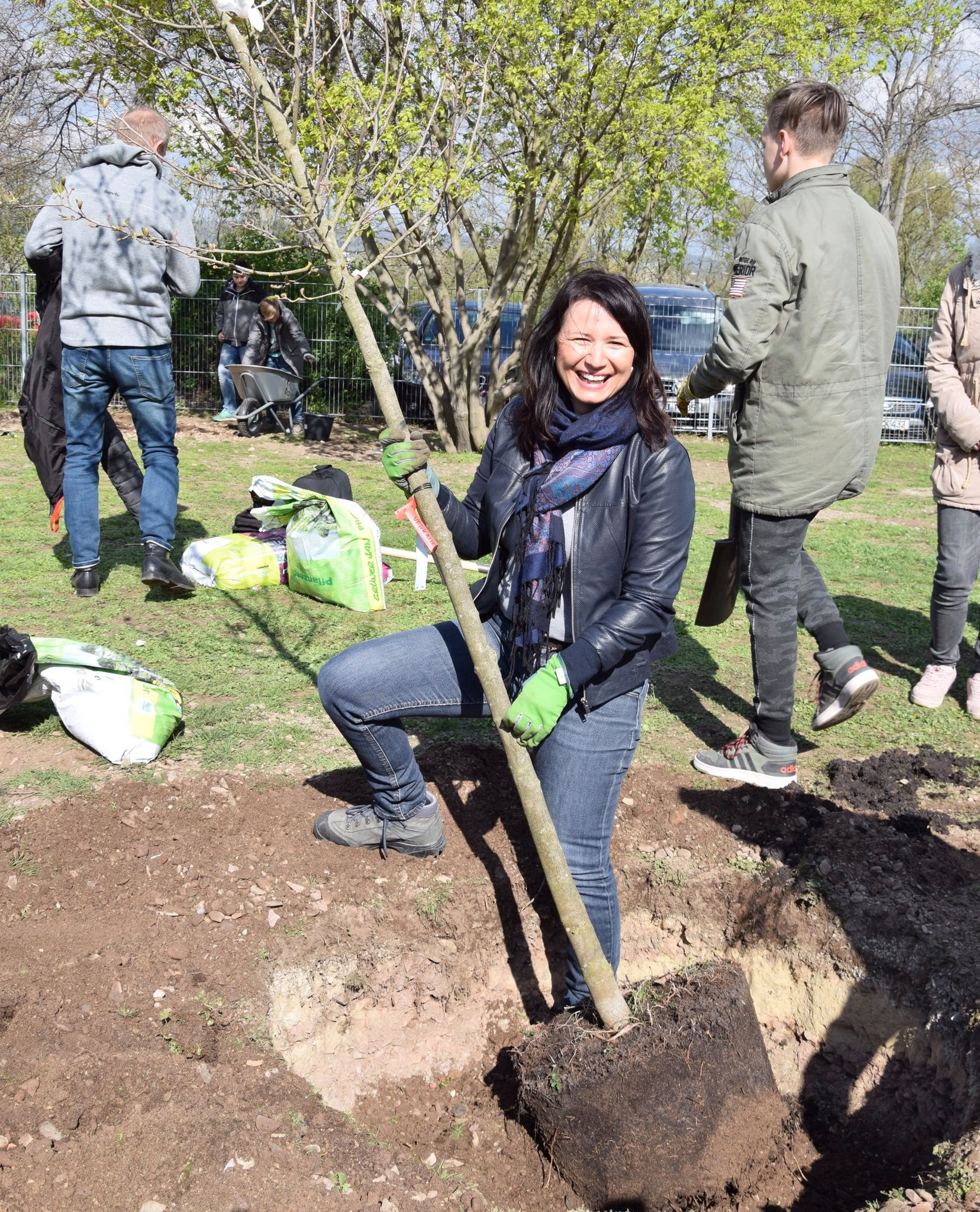
Umweltministerin Anja Siegesmund beim Wettbewerb „Grüne Schulhöfe für Thüringen“

Ab dem Amtsantritt Siegesmunds wurde innerhalb von zwei Jahren ein flächendeckendes Netz von Natura-2000-Stationen in Thüringen aufgebaut und später in der Novelle des Landesnaturschutzgesetzes verankert. Ein weiteres Naturschutzprojekt waren die ersten „Grünen Schulhöfe“ in Kooperation mit der Deutschen Umwelthilfe.
Siegesmund engagierte sich als Umweltministerin für die Lösung des Altlasten-Problems in Rositz-Schelditz. Aufsteigendes mit Öl kontaminiertes Grundwasser hatte in Schelditz zahlreiche Gebäude unbewohnbar gemacht. Das Land Thüringen und die Lausitzer und Mitteldeutsche Bergbau-Verwaltungsgesellschaft LMBV einigten sich auf eine gemeinsame Finanzierung und Sanierung des Areals.
Das Thüringer Grünes-Band-Gesetz wurde am 9. November 2018 vom Thüringer Landtag verabschiedet. Mit dem Gesetz wird die ehemalige innerdeutsche Grenze Thüringens als Nationales Naturmonument unter besonderen Schutz gestellt. Siegesmund setzte sich zuvor bereits seit langer Zeit für den Erhalt des Grünen Bandes als Erinnerungsort und einmalige Naturlandschaft ein. Thüringen hat mit 763 km den längsten Abschnitt am Vorhaben Grünes Band Deutschland und ist Teil des European Green Belt.

### Klimaschutz

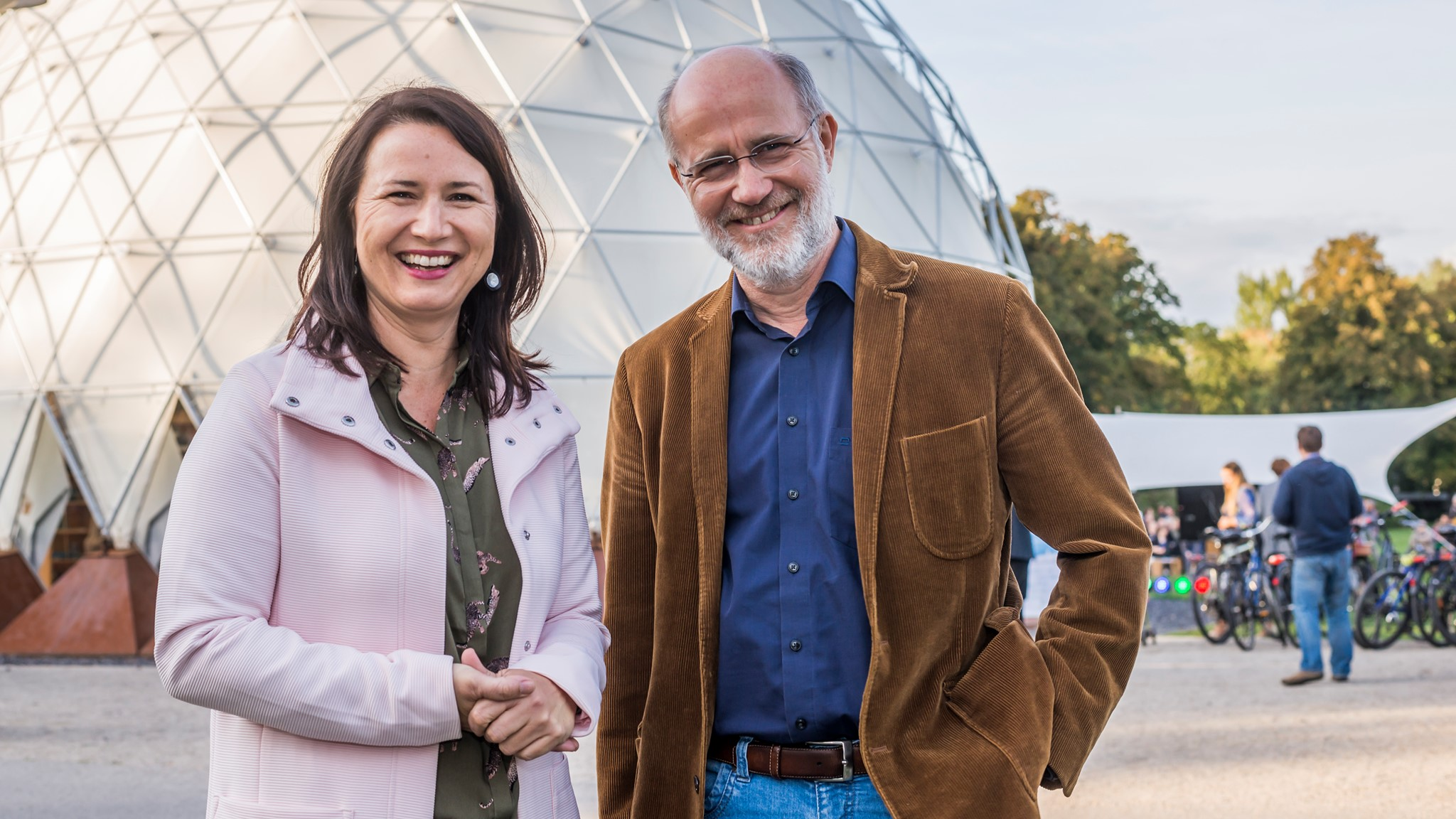
Umweltministerin Anja Siegesmund vor dem Klimapavillon des Thüringer Umweltministeriums mit Wissenschaftsjournalist Harald Lesch (2019)

Siegesmund stellte als Ministerin das erste Klimagesetz in den neuen Bundesländern und eine dazugehörige integrierte Energie- und Klimaschutzstrategie vor. Das Gesetz wurde am 14. Dezember 2018 im Landtag verabschiedet.
Siegesmund nahm als Mitglied der offiziellen deutschen Delegation an den UN-Klimakonferenzen in Bonn 2017 und Katowice 2018 und in Sharm el-Sheikh 2022 teil.

## Ehrenamt
Siegesmund ist in verschiedenen Organisationen und Vereinen ehrenamtlich aktiv.

### Kirchentag
Im Mai 2021 wählte die Präsidialversammlung des Deutschen Evangelischen Kirchentages (DEKT) Siegesmund zur Präsidentin des 39. Kirchentags, der vom 30. April bis 3. Mai 2025 in Hannover stattfand. Die Losung für den Kirchentag lautete „mutig-stark-beherzt“. In den Mittelpunkt ihrer Präsidentschaft rückte Siegesmund die Verteidigung unserer Demokratie und Diskussion darüber, dass Ökologie und Ökonomie zusammengehören.
Weiterhin ehrenamtlich im Kirchentag aktiv war Siegesmund vom Mai 2021 bis Februar 2025 im Aufsichtsrat des Kirchentages.
Von Oktober 2022 bis Oktober 2024 leitete Siegesmund die kirchentagsinterne Arbeitsgruppe zum Reformprozess des Kirchentages (AG Grundkonzeption) und schloss die Arbeit dieser sowie der AG Ordnung im November 2024 durch Beschlüsse der Organe des Kirchentages (Präsidialversammlung) ab.

### Deutsches Kinderhilfswerk
Seit November 2023 ist Siegesmund kooptiertes Mitglied im Vorstand des Deutschen Kinderhilfswerks.

### Kinderfreundliche Kommune
Seit November 2023 ist Siegesmund stellvertretende Vorsitzende im Vorstand des Vereins Kinderfreundliche Kommune, der von Anne Lütkes geführt wird.

## Mitgliedschaften
- Seit 2011: Verein zur Förderung des Deutschen Evangelischen Kirchentages e. V.
- Seit 2012: Bund für Umwelt und Naturschutz (BUND)
- Seit 2014: Aufsichtsratsvorsitzende Landesenergieagentur Thüringen – ThEGA
- Seit 2015: Aufsichtsrat der Landesentwicklungsgesellschaft Thüringen (LEG)
- Seit 2018:
  - Landesfrauenrat Thüringen e. V.
  - Atlantik-Brücke
  - Heinrich Böll Stiftung
  - Max-Planck-Gesellschaft
  - Evangelische Kirche

## Dokumentarfilme
- 2022: Wilde Wälder, Regie: David Cebulla